# Synegia semifascia
Synegia semifascia är en fjärilsart som beskrevs av W. Warren 1906. Synegia semifascia ingår i släktet Synegia och familjen mätare. Inga underarter finns listade i Catalogue of Life.